# Eßmannsdorf
Eßmannsdorf ist ein Ortsteil der Landgemeinde Stadt Roßleben-Wiehe in Thüringen.

## Geografische Lage
Eßmannsdorf liegt am Nordufer der Unstrut im Tal zwischen Finne und Ziegelrodaer Forst unweit der Grenze zu Sachsen-Anhalt. Durch den Ort führt die Landesstraße zwischen Schönewerda und Bottendorf.

## Geschichte
In einem zwischen 881 und 899 entstandenen Verzeichnis des Zehnten des Klosters Hersfeld wird Eßmannsdorf als zehntpflichtiger Ort Hessimesdorpf im Friesenfeld erstmals urkundlich erwähnt. Ein Autor ermittelte den Zeitraum der urkundlichen Ersterwähnung von 830 bis 850.  Die ehemals selbständige Gemeinde gehörte ab 1815 zum Regierungsbezirk Merseburg der preußischen Provinz Sachsen. 1927 lebten 410 Einwohner in Eßmannsdorf. Der Ort wurde 1936 nach Schönewerda eingemeindet.